# Spruzzuppen
"Spruzzuppen" è il secondo disco del gruppo punk italiano Blak Vomit, registrato presso ART STUDIO e pubblicato nel 1995.
1. Disco
2. Inutile
3. Pentito
4. Morirei
5. Lupo
6. Vitrus (nuovi eroi)
7. Fuck
8. Salto nel buio
9. Come tutte le altre
10. Bastardo
11. Suicidio
12. Il lavoro
13. Pettine
14. Rhythm of the night